# Rites of Passage (album de Roger Hodgson)
Pour les articles homonymes, voir Rites of Passage.
Albums de Roger Hodgson
Hai Hai
(1987) Open the Door
(2000)
Rites of Passage est le premier album live de Roger Hodgson, ancien guitariste-pianiste-chanteur du groupe rock britannique Supertramp, sorti en 1997. Il a été enregistré en 1996 en concert dans lequel il livre trois chansons de Supertramp, une de son premier album solo In Jeopardy ainsi que ses nouvelles chansons directement jouées sur scène et arrangées précédemment dans sa maison de Nevada City en Californie. On peut citer parmi les musiciens John Anthony Helliwell, le saxophoniste de Supertramp, ainsi que Andrew Hodgson, son fils, à la batterie, au Didjeridoo ainsi qu'au piano et à l'harmonica. Andrew chante aussi une pièce qu'il a composée et écrite lui-même, Melancholic Notons aussi la présence de Terry Riley, au tamboura et au chant.

## Liste des titres
- Toutes les chansons sont de Roger Hodgson sauf avis contraires.

1. Every Trick In The Book - 5 min 54 s
2. In Jeopardy  - 5 min 13 s
3. Showdown  - 4 min 45 s
4. Don't You Want To Get High - 4 min 07 s
5. Take The Long Way Home (Rick Davies, Roger Hodgson) - 4 min 28 s
6. Red Lake  - 5 min 14 s
7. Melancholic (Andrew Hodgson) - 4 min 31 s - Chantée par Andrew Hodgson
8. Time Waits For No One - 9 min 07 s
9. No Colours (Mikail Graham) - 4 min 24 s - Chantée par Mikail Graham
10. The Logical Song (Rick Davies, Roger Hodgson) - 3 min 47 s
11. Smelly Feat (Mikail Graham) - 6 min 02 s - Chantée par Mikail Graham
12. Give a Little Bit (Rick Davies, Roger Hodgson) - 4 min 17 s

## Musiciens
- Roger Hodgson - Chant (1–6, 8, 10, 12), Guitare électrique (9, 11), Guitare 12 cordes (1, 4, 6, 8, 12), Piano (2, 3, 5, 10)
- Mikail Graham - Guitare (1–4, 6, 8–12), Chœurs (1–6, 10, 12), Chant (9, 11), Claviers (5, 8), Percussions (5, 8), Harmonica (5)
- Rich Stanmyre - Basse (1–6, 8–12), Chœurs (1–6, 11, 12)
- Josh Newman - Violoncelle (7)
- Jeff Daniel - Claviers (1–6, 8–10, 12), Orgue Hammond (1–6, 10, 11, 12), Chœurs, Percussions
- John Anthony Helliwell - Saxophone (1, 2, 5, 6, 8, 10–12), Percussions (3), Chœurs (2–6, 10)
- Terry Riley - Tamboura (8), Chant (8)
- Andrew Hodgson - Batterie (1–6, 9–12), Chant (7), Piano (7), Didjeridoo (8), Harmonica (9), Percussions (8)